# Discosura
Gli Spinuri (Discosura Bonaparte, 1850) sono un genere di uccelli della famiglia Trochilidae.

## Tassonomia
Comprende le seguenti specie:
- Discosura popelairii (Du Bus, 1846) - spinuro crestaspinosa, colibrì codalunga di Popelair,
- Discosura langsdorffi (Temminck, 1821) - spinuro pancianera, colibrì codalunga di Langsdorff
- Discosura letitiae (Bourcier & Mulsant, 1852) - spinuro ramato, colibrì codalunga di Letizia
- Discosura conversii (Bourcier & Mulsant, 1846) - spinuro verde, colibrì codalunga verde
- Discosura longicaudus (Gmelin, JF, 1788) - spinuro codarecchetta, colibrì coda aracchetta